# Trichobrotica
Trichobrotica is een geslacht van kevers uit de familie bladkevers (Chrysomelidae).
De wetenschappelijke naam van het geslacht werd in 1956 gepubliceerd door Bechyne.

## Soorten
- Trichobrotica analis (Weise, 1921)
- Trichobrotica biplagiata (Blake, 1958)
- Trichobrotica bivittaticollis (Baly, 1885)
- Trichobrotica brasiliensis Bechyne, 1956
- Trichobrotica dorosvittata (Jacoby, 1887)
- Trichobrotica egensis (Blake, 1966)
- Trichobrotica fenestrata Blake, 1966
- Trichobrotica flavipes (Blake, 1958)
- Trichobrotica flavocyanea (Blake, 1958)
- Trichobrotica latiplagiata (Blake, 1958)
- Trichobrotica maxima (Blake, 1958)
- Trichobrotica nigripennis Blake, 1966
- Trichobrotica nigrosignata (Jacoby, 1887)
- Trichobrotica nymphaea (Jacoby, 1887)
- Trichobrotica pallida (Jacoby, 1892)
- Trichobrotica parviplagiata (Blake, 1958)
- Trichobrotica rhabdota Blake, 1966
- Trichobrotica ruatanae (Jacoby, 1892)
- Trichobrotica sexplagiata (Jacoby, 1878)
- Trichobrotica verbesinae (Blake, 1958)
- Trichobrotica vittata (Blake, 1958)